# 塔当
塔当（法語：Taden，法語發音：[tadɛ̃]）是法国阿摩尔滨海省的一个市镇，位于该省东部，属于迪南区。

## 地理
塔当（48°28'32"N, 2°1'4"W）面积20.13 平方千米，位于法国布列塔尼大區阿摩尔滨海省，该省份为法国西北部沿海省份，位于布列塔尼半岛北部，北濒大西洋英吉利海峡，西接菲尼斯泰尔省，南至莫尔比昂省，东临伊勒-维莱讷省。
与塔当接壤的市镇（或旧市镇、城区）包括：普莱兰-特里加武、朗格南、科尔瑟勒、凯韦尔、迪南、朗瓦莱、朗斯河畔圣桑松、朗斯河畔普卢埃尔。

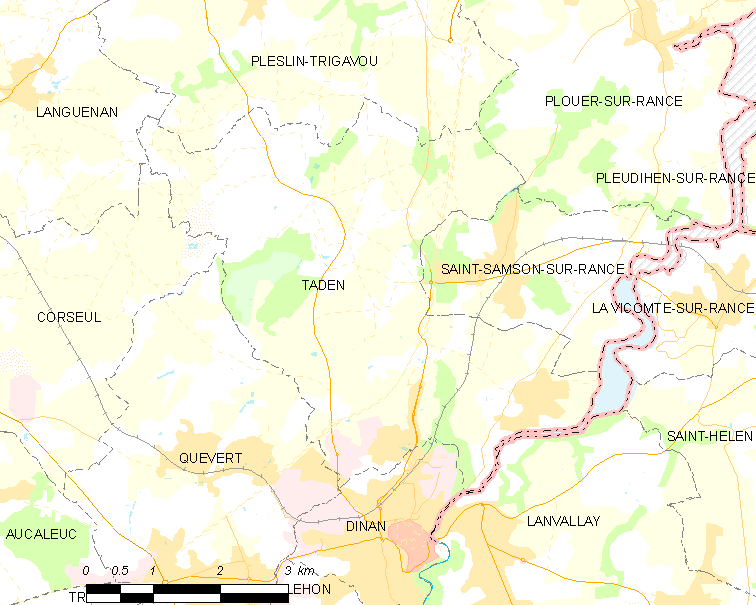
塔当的OSM定位图

塔当的时区为UTC+01:00、UTC+02:00（夏令时）。

## 行政
塔当的邮政编码为22100，INSEE市镇编码为22339。

## 政治
塔当所属的省级选区为普莱兰-特里加武县。

## 人口

1962-2008年间塔当人口变化图示

塔当于2022年1月1日时的人口数量为2599人。